# Восстание Энгельбректа Энгельбректссона

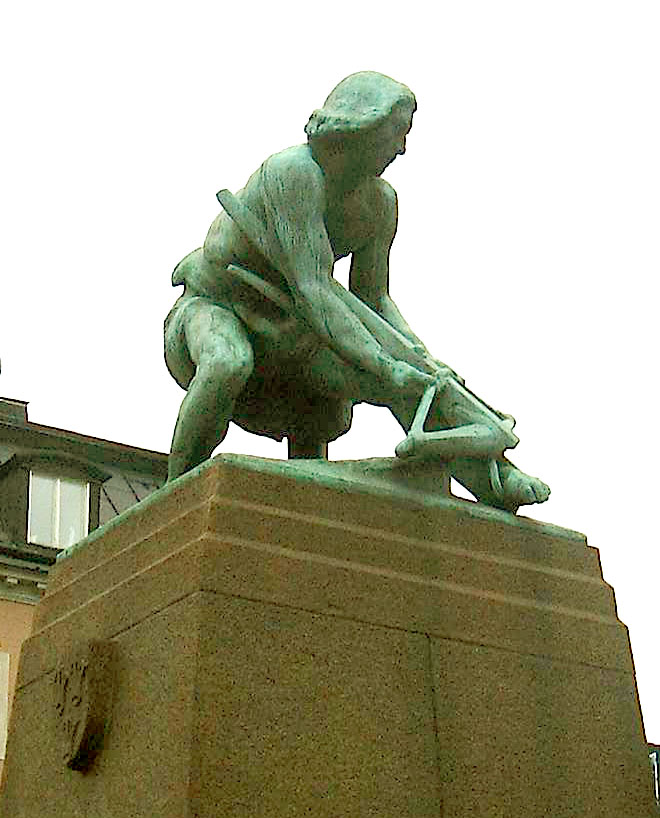
Статуя Энгельбректа в Корнхамнсторге в Стокгольме. Статуя, торжественно открытая в 1916 году, представляет вождя восстания в образе героя и «борца за свободу» Вильгельма Телля. В отличие от статуи Эрика Померанского, находящейся в саду Стокгольмской ратуши этот памятник куда более заметен, будучи размещённым на высоком постаменте.

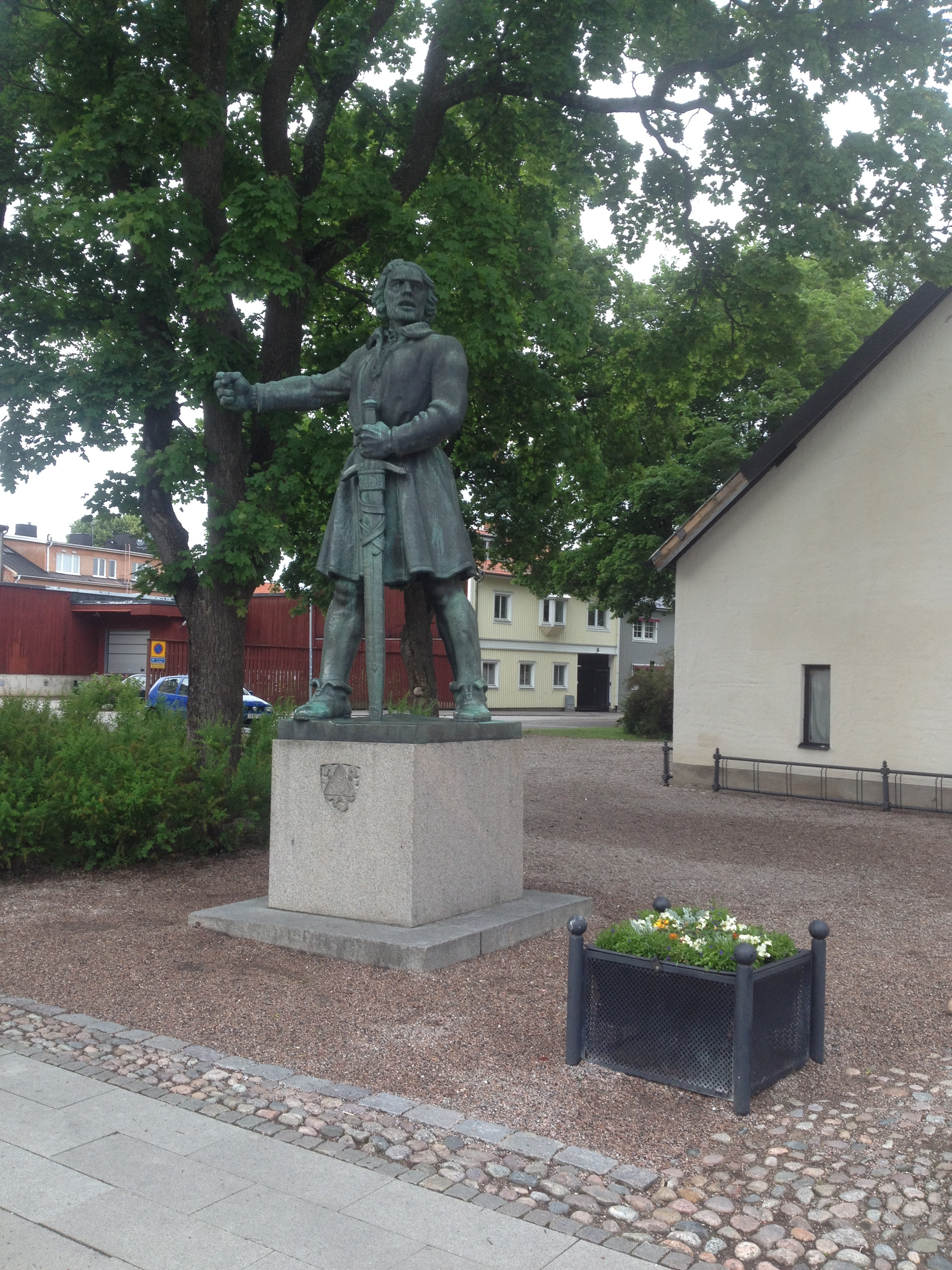
Бронзовая статуя Энгельбректа в Арбуге. Скульптура Карла Эльда, 1935

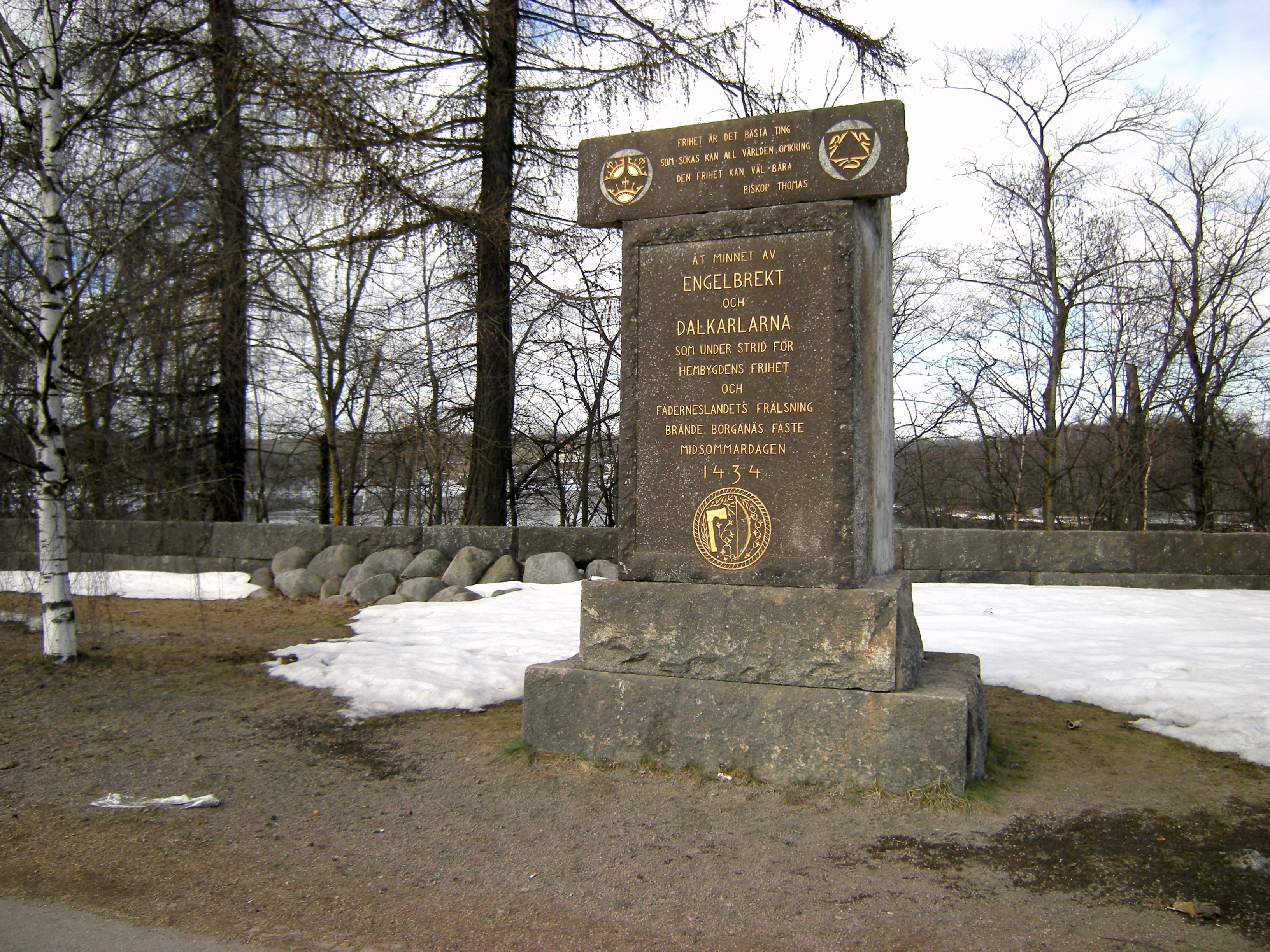
Памятник Энгельбректу в Борганесе

Восстание Энгельбректа Энгельбректссона (швед. Engelbrektsupproret), шведского бергсмана и дворянина, происходило в 1434—1436 годах и было направлено против короля Эрика Померанского, возглавлявшего Кальмарскую унию. Восстание с центром в Даларне и Бергслагене распространилось по всему Свеаланду и Гёталанду. Восстание нарушило единство Кальмарской унии, что привело к временному изгнанию датских войск из Швеции.

## Предыстория
В 1434 году Швеция была частью Кальмарской унии, личной унии, объединявшей Швецию с Данией и Норвегией под властью единого монарха, Эрика Померанского. Шведы были недовольны частыми войнами датчан в Шлезвиге, Гольштейне, Мекленбурге и Померании, которые мешали шведскому экспорту (особенно железа) в Континентальную Европу. Во время Датско-Гольштейнско-Ганзейской войны, когда экспорт был приостановлен, сбор налогов продолжался, что приводило в ярость шведских крестьян. Централизация власти в Дании также вызывала озабоченность. Шведский тайный совет хотел сохранить справедливую степень самоуправления для Швеции в этой унии.

## Восстание
Энгельбрект Энгельбректссон, имевший свои интересы в горнодобывающем регионе Бергслаген, выделился как лидер недовольного населения. В 1431 или 1432 году он был назначен его представителем, чтобы убедить короля Эрика Померанского отправить в отставку местного фогта в Вестеросе, Йенса Эриксена. Переговоры с Эриком состоялись в Вадстене в августе 1434 года, но не увенчались успехом. Летом 1434 года разъярённые шахтёры и крестьяне сожгли замок Борганес близ Бурлэнге. Подобные настроения распространились, вызвав несколько нападений на замки по всей стране.
В январе 1435 года Энгельбрект Энгельбректссон созвал представителей четырёх сословий на сейм в Арбуге, который впоследствии был назван первым Риксдагом сословий (хотя неясно, действительно ли крестьяне участвовали в нём). Энгельбрект был избран капитаном (Rikshövitsman) Шведского королевства. Напряжение в стране спало, когда Эрик пообещал изменения к лучшему. Однако, как и прежде, население чувствовало, что эти обещания не выполняются, поэтому мятежники снова взялись за своё оружие. 27 апреля 1436 года отряд повстанцев был отправлен в поход на Стокгольм, где население всё ещё поддерживало Эрика из-за сильного и влиятельного датского присутствия в городе.
Определённая степень внутреннего напряжения среди восставших сил возникла из-за того, что дворянство и духовенство решили поддержать Карла Кнутссона Бунде, который в 1436 году поднялся до положения Rikshövitsman. Никто не осмелился полностью устранить Энгельбректа из-за его сильной поддержки среди бюргеров и крестьян. Однако Энгельбрект заболел и стал менее активным. По воле случая, весьма благоприятного для Кнутссона, Энгельбрект был убит 4 мая Монсом Бенгтссоном (Натт ох Дагом), причиной чего стал не связанный с ним личный конфликт. В итоге Кнутссон выиграл борьбу за власть и стал королём Швеции под именем Карла VIII в 1448 году. Риксрод Эрик Пуке попытался собрать старых сторонников Энгельбректа в Пукефейдене, но было уже слишком поздно. Эрик Пуке был арестован и казнен в Стокгольме в 1437 году..

## Последствия
Восстание Энгельбректа привело к нарушению единства Кальмарской унии, что стало причиной временного изгнания датских войск из Швеции. Хотя позднее датские короли восстановили своё влияние в Швеции, восстание создало прецедент для шведских притязаний на свой суверенитет. Это также создало для крестьян прецедент активного участия в шведской политике. Хотя неясно, участвовали ли все четыре сословия в первом Риксдаге в Арбуге в 1435 году, доподлинно известно что это произошло в 1436 году, когда сбор парламентариев был проведён в Уппсале после смерти Энгельбректа. Таким образом, восстание Энгельбректа положило начало демократическому институту, в который в известной мере принимали участие и крестьяне.